# 李美越
李美越（英語：Miles Moretti），男，美越混血，网络红人。2023年11月，因在抖音平台发布身着东北大花衣走在法国巴黎街头的短视频登上热搜，获得不少海内外网友的关注。

## 人物经历
- 2015年，以来自美国的“李越”为名，参加湖南卫视举办的第十四届《世界大学生中文比赛》，首次进入中国观众视线。[2]
- 2016年，作为美国一日代表，录制的综艺节目《非正式会谈》第二季播出。[3]
- 2019年，首次以短视频博主身份创立以在中国街头采访路人英语水平为主的自媒体账号《别闹了外教》（后改名《别闹了美越》），2年时间收获超500万粉丝关注。
- 2023年8月起，开始在抖音制作一系列以身穿东北大花衣及汉服为主在世界各地炸街视频 (让中式美学走向全世界)，引海内外网友关注。

## 早年生活
李美越拥有越南华裔和英裔美国人混血背景，生长于美国内布拉斯加州奥马哈市，毕业于德州休斯顿大学，主修中文专业。2015年因参加湖南卫视举办的《世界大学生中文比赛》首次来到中国，大学毕业后定居中国北京市。

## 争议
2025年3月，李美越在“甲亢哥”的中国行直播中擔任隨身翻譯，过程中多处不当言辞引发甲亢哥及网民不满，批评其恶意丑化中国。李美越发视频回应称无意贬损，是调侃目的、节目效果呈现不佳与文化差异。2025年4月5日，中央电视台新闻频道《新闻周刊》栏目的视频报道中，李美越被打码遮盖。